# Friedrich Olbricht
Friedrich Olbricht (Leisnig, 4 de outubro de 1888 — Berlim, 21 de julho de 1944) foi um militar alemão. General da Wehrmacht, foi um dos oficiais envolvidos no Atentado de 20 de julho, na Alemanha.

## Biografia
Friedrich nasceu em Leisnig, na Saxônia, em 1888. Era filho de Richard Olbricht, professor de matemática e diretor da Realschule (escola secundária), em Bautzen. Friedrich  foi casado com Eva Koeppel, e tiveram um casal de filhos.

## Carreira
Friedrich passou no Abitur, o exame que conclui o ensino secundário na Alemanha, em 1907 e foi aceito como alferes no 106º Regimento de Infantaria, em Leipzig. Lutou na Primeira Guerra Mundial, onde foi promovido a capitão. Ele aceitou permanecer como militar depois da assinatura do Tratado de Versalhes.

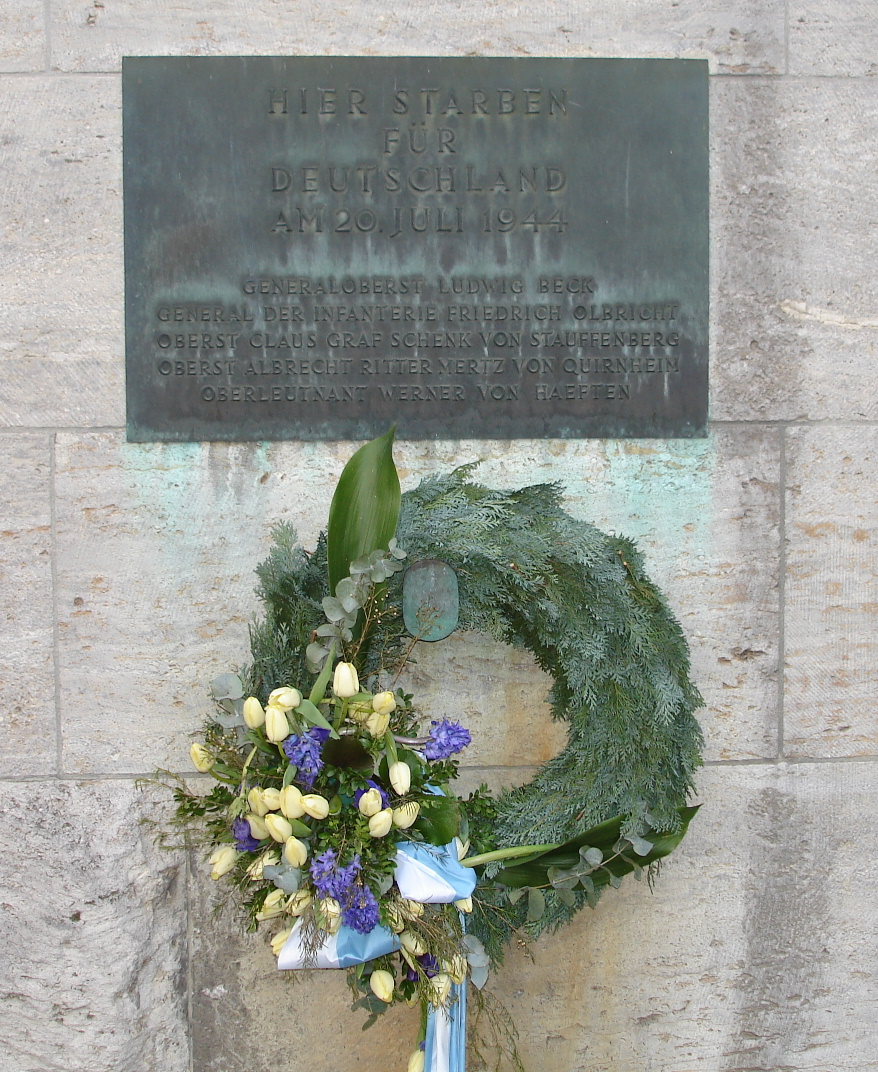
Memorial em Bendlerblock

## Literatura
- Friedrich Georgi, Soldat im Widerstand. General der Infanterie Friedrich Olbricht; 2. Aufl., Berlin u. Hamburg 1989 (ISBN 3-489-50134-9)
- Helena P. Page, General Friedrich Olbricht. Ein Mann des 20. Juli; 2. Aufl., Bonn u. Berlin 1994 (ISBN 3-416-02514-8) (Note the author of this book is better known under her married name Helena Schrader.)
- Report from Olbricht's son-in-law Friedrich Georgi about the talk on 20 July, in which Olbricht explained his motivations, just before he was arrested.

## Na mídia
Friedrich Olbricht foi protagonizado pelos seguintes atores em produções:
- Michael Byrne o interpretou no filme para televisão norte-americano The Plot to Kill Hitler de 1990.
- Bill Nighy o interpretou no filme norte-americano Valkyrie de 2008.